# Oostburg (plaats)

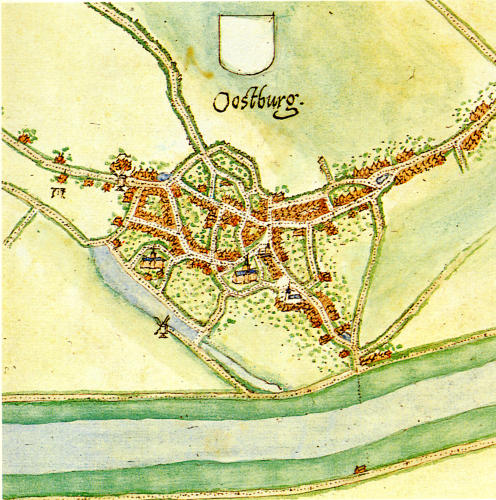
Oostburg door Jacob van Deventer, ca. 1560

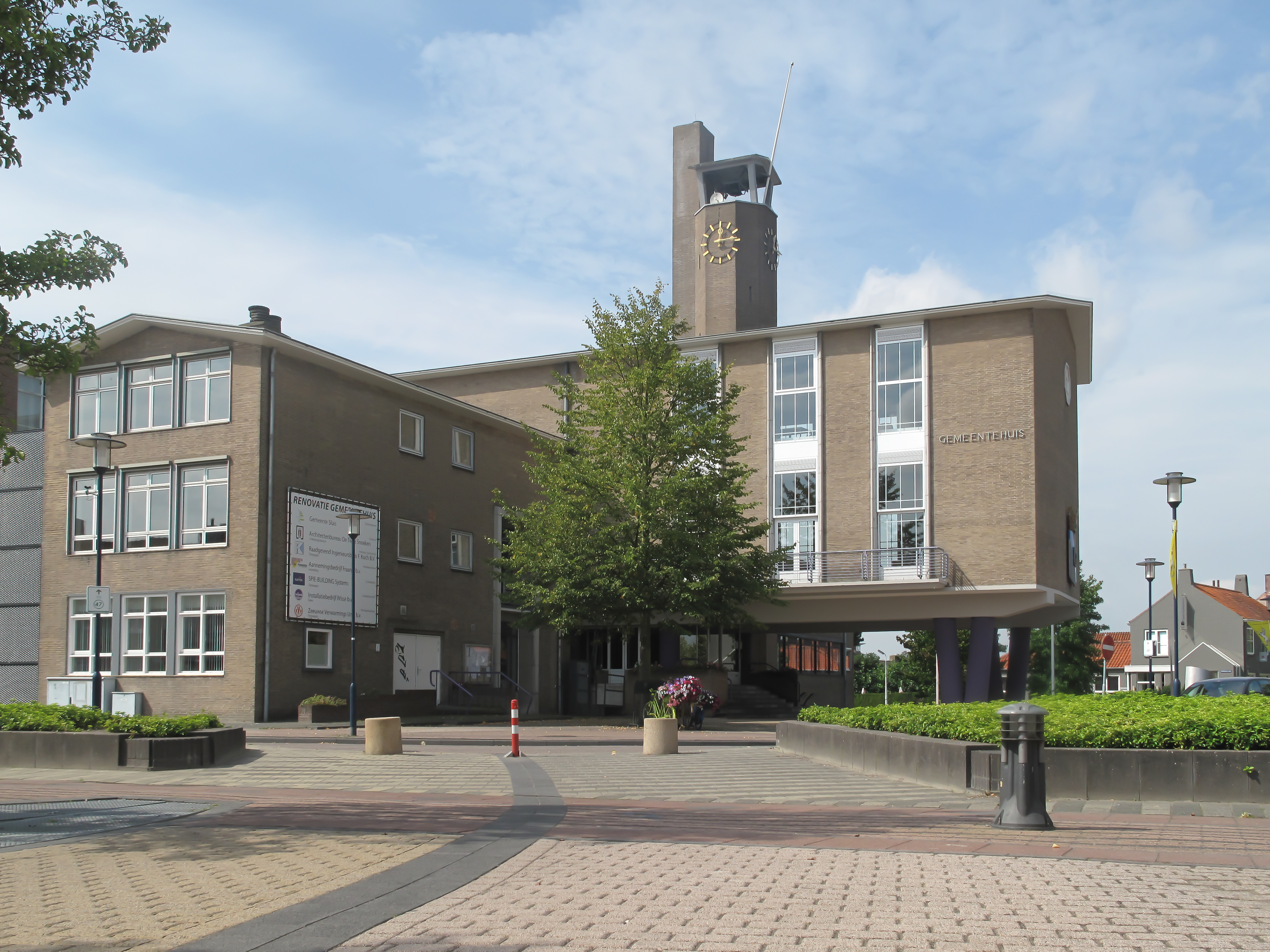
Gemeentehuis

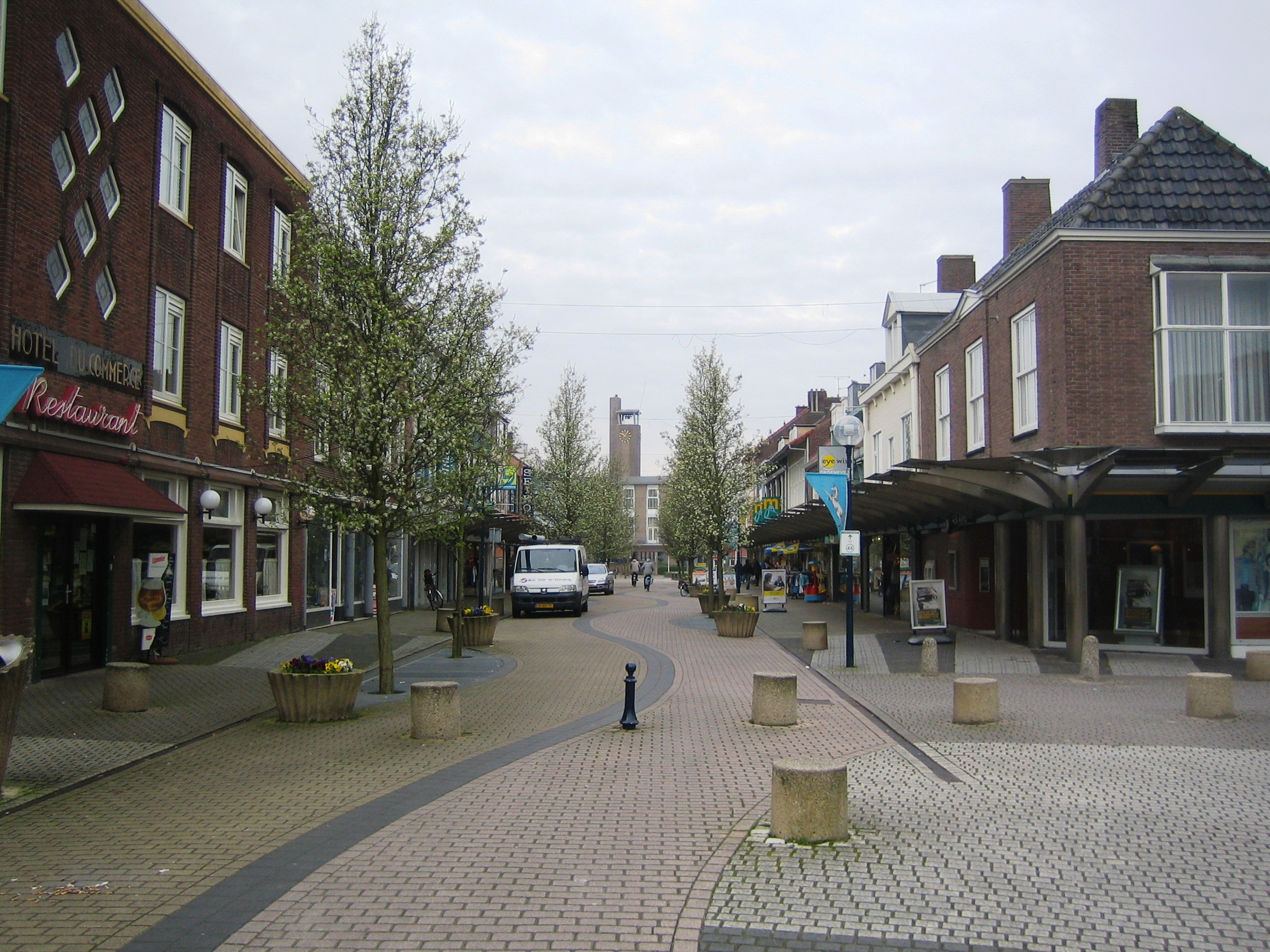
Burchtstraat

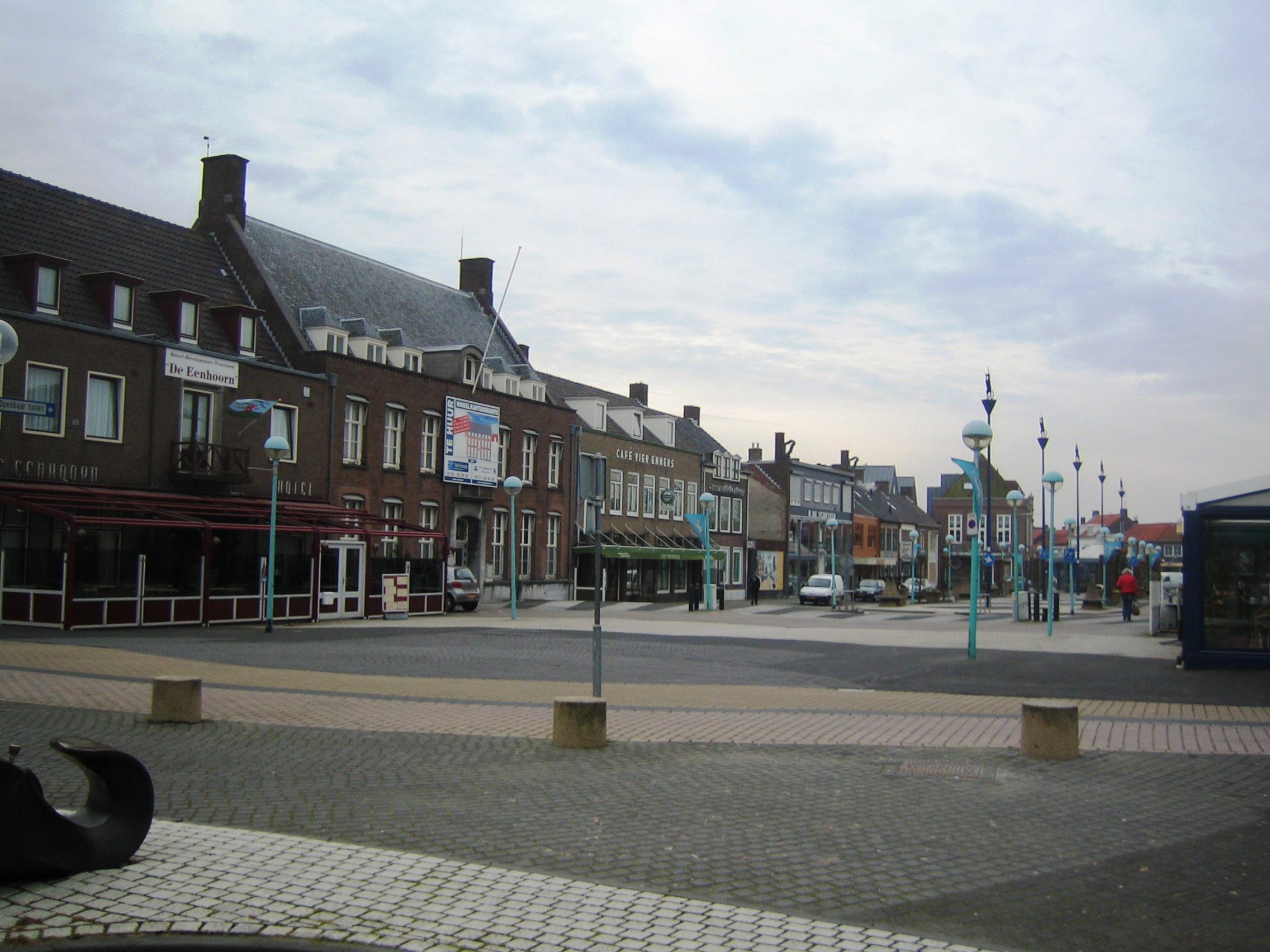
Markt

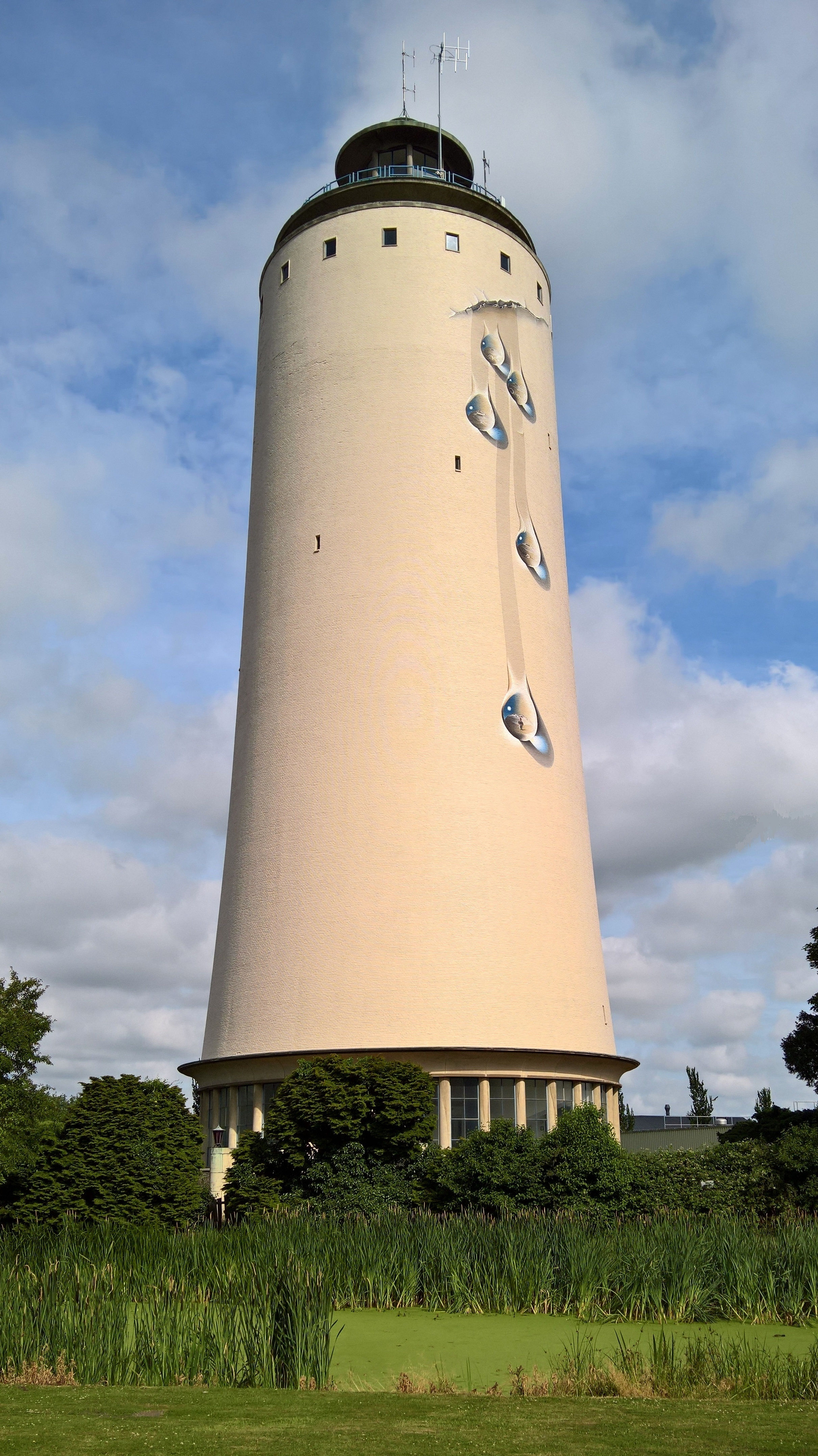
Watertoren

Oostburg (Zeeuws: Oôsburg) is een stad in de gemeente Sluis, in de Nederlandse provincie Zeeland. Het is sinds de gemeentelijke herindeling van 2003 de hoofdplaats van de gemeente Sluis.
Oostburg ligt in West-Zeeuws-Vlaanderen. Met 4.705 inwoners (1 januari 2023) is Oostburg de grootste plaats in de gemeente Sluis. Oostburg vervult een centrumfunctie: het gemeentehuis, een school voor voortgezet onderwijs, het Ledeltheater en een ziekenhuis zijn er gevestigd. Het is een meer dan lokaal winkelcentrum en is er een bank gevestigd. Vroeger waren er ook veemarkten.
De bevolking van Oostburg is protestants met een grote katholieke minderheid. De plaatsen ten zuiden van Oostburg zijn overwegend katholiek, die ten noorden overwegend protestants. Naast de per 1 januari 2011 tot één protestantse gemeente gefuseerde hervormde en gereformeerde kerken zijn er in Oostburg nog twee kleine gemeenten van bevindelijk-gereformeerde signatuur, de Gereformeerde Gemeente en de Oud Gereformeerde Gemeente.

## Geschiedenis
Naar verluidt zou Sint-Eligius in 616 hier als missionaris actief zijn geweest. Even onzeker is de bewering dat de heilige Amandus hier in 643 een klooster zou hebben gesticht. Hij was de stichter van de Sint-Pietersabdij te Gent, die grote invloed zou krijgen in dit gebied.
Oostburg is ontstaan bij een aan het einde van de 9e eeuw aangelegde ringwalburg. Deze burg, die een buitendiameter van ongeveer 220 meter had, werd aangelegd om de bevolking te beschermen tegen aanvallen van de Vikingen.
In 941 werd Oostburg voor het eerst vermeld als Castrum Osburch. Oostburg kreeg in 1237 stadsrechten van de graaf van Vlaanderen. Oostburg lag aan een zijtak van het Zwin, waarvan de naam Oude Haven nog getuigt. Vermoedelijk was er zelfs een veer op Walcheren. Er graasden schapen op de schorren en dit leidde tot wolhandel. In de 13e eeuw was Oostburg lid van de Vlaamse Hanze te Londen. Bestuurlijk vormde Oostburg met het omliggende gebied een ambacht.
In 1243 werd de Sint-Cathelijnekapel genoemd, die ten zuiden van Oostburg lag. Hiervan zijn in 1962 de resten opgegraven.
In de 14e eeuw was er een periode van neergang. Toen weigerde de bevolking van Oostburg om de tienden te betalen aan de Sint-Pietersabdij te Gent. Zij dwong de monniken om het graan in de tiendschuren aan de armen te geven. In 1271 werd Oostburg geteisterd door de Gentenaars.
Een nieuwe opstand, samen met andere steden, nu tegen de Graaf van Vlaanderen vond plaats van 1323-1328. Dit werd de Opstand van Kust-Vlaanderen genoemd. Deze werd door de graaf bedwongen. In 1382 waren er plunderingen door de Engelsen. In 1404 was er de Sint-Elisabethsvloed en in 1477 had opnieuw een overstroming plaats waarbij Sint-Cathelijne in de golven verdween. Ook was er weer een aanval van de Gentenaars in 1452 en in 1487 een plundering door de troepen van Maximiliaan van Oostenrijk.
Daarna kwam economisch herstel. De lakenhandel bloeide op en er werden botermarkten, paardenmarkten en vismarkten gehouden. In 1583 werden echter, in het kader van de Tachtigjarige Oorlog, de dijken doorgestoken waardoor Oostburg moest worden verlaten.
Na de verovering van Oostburg door Prins Maurits in 1604 werd Oostburg een vestingstad. De oude Sint-Bavokerk kwam buiten de vesting te liggen en de toren bleef als ruïne bestaan tot 1805. Toen werd ze afgebroken en enkel de naam Torenweide herinnert er nog aan. Ook de zogeheten Linie van Oostburg werd aangelegd. Hiervan getuigt onder meer de Hans Vriezeschans die ter verdediging van de Oude Haven was aangelegd. In 1673 werd de Linie opgeheven en gesloopt, maar in het landschap zijn er nog vele sporen van te zien. Ten zuiden van Oostburg werd een tweede linie aangelegd. Dit was de Passageule-Linie.
Na de Vrede van Münster herstelde de economie zich weer, wat ook gestimuleerd werd door de komst van de hugenoten in 1685.
Tijdens de Belgische Opstand waren er Nederlandse troepen in Oostburg gelegerd om de Belgische troepen tegen te houden. Zij stonden onder leiding van Kolonel Ledel die in 1835 te Oostburg een natuurlijke dood stierf. Ook de omwalling van Oostburg heeft toen nog dienstgedaan. Na 1839 zijn de wallen geslecht. In een parkje is een bastion gereconstrueerd.
Op 6 oktober 1944 werd Oostburg voor een belangrijk deel verwoest door geallieerde bombardementen, uitgevoerd in het kader van Operatie Switchback. Deze bombardementen waren militair gezien zinloos. Er vielen 106 slachtoffers en 353 panden werden verwoest, waaronder een aantal historische gebouwen. Veel inwoners hebben nog jarenlang in noodwoningen gewoond. 
De wederopbouw werd geconcentreerd rond drie pleinen: de culturele voorzieningen liggen rond het Ledelplein, genoemd naar de kolonel uit de Belgische opstand, de bestuurscentra liggen rond het Raadhuisplein en het winkelcentrum rond de Markt. De eerste winkel ervan werd in 1948 geopend.
Tot 1970 was Oostburg een zelfstandige gemeente. Toen werd de gemeente Oostburg gevormd die een groot aantal dorpen in West-Zeeuws-Vlaanderen omvatte. In 2003 werd de gemeente Oostburg samengevoegd met de gemeente Sluis-Aardenburg. De nieuwe gemeente ging Sluis heten, maar Oostburg werd de hoofdplaats.

### Kerkelijke geschiedenis
Op de plaats waar nu de Protestantse kerk (de voormalige Nederlands-Hervormde kerk) staat bevond zich, naar verluidt, omstreeks 50 v.Chr. een Romeinse Mithrastempel. Ook de Vikingen hadden hier omstreeks 800 n.Chr. een heiligdom. Het waarheidsgehalte van deze beweringen moet echter in twijfel worden getrokken, daar er geen resten van teruggevonden zijn. Omstreeks het jaar 1200 werd er een romaanse kerk gebouwd waarvan in 1952 restanten werden gevonden. Deze werd opgevolgd door een gotische kruiskerk, de Sint-Elooikerk. Volgens de legende zou Eligius in 616 een bezoek aan Oostburg hebben gebracht. In 1941 werden nog restanten van grafkelders van deze kerk opgegraven die vermoedelijk uit de 15e eeuw dateren. Door oorlogsgeweld tijdens de Tachtigjarige Oorlog werd deze kerk verwoest. Slechts dwarspand en koor bleven over. In 1606 was de kerk hersteld en fungeerde nu als Hervormde kerk. Ook later werd de kerk nog beschadigd en vonden ook verbouwingen plaats, zoals het plaatsen van een torentje op het koor in 1803. De historische kerk werd in 1944 tijdens de geallieerde bombardementen verwoest en daarna gesloopt.
Door Zwitserland werd een houten noodkerk ter beschikking gesteld, waarin op 4 december 1946 de eerste dienst werd gehouden. Dit gebouw was tot 1950 als kerk in gebruik en heeft daarna tot 1957 nog dienstgedaan als verenigingsgebouw. Toen kwam een nieuw kerkelijk centrum gereed.
In 1996 fuseerden de hervormde gemeenten van Oostburg en Zuidzande. Het kerkje in Zuidzande werd opgeheven en enkele stukken van het interieur, zoals het doopvont, werden naar Oostburg overgebracht.
De Waalse kerk werd in 1689 gebouwd om de uit Frankrijk verdreven hugenoten in de gelegenheid te stellen hun godsdienstoefeningen te houden, wat ze tot 1803 hebben gedaan. In 1804 werd deze kerk aan de katholieken verkocht. In 1886 was de kerk te klein geworden en betrokken de katholieken een nieuw gebouw, terwijl de Waalse kerk als graanbeurs in gebruik werd genomen. Tijdens de Eerste Wereldoorlog werden er Belgische vluchtelingen in ondergebracht. Uiteraard is ook dit gebouw tijdens de bombardementen verloren gegaan, evenals de katholieke kerk. De katholieken bouwden na de oorlog de Eligiuskerk die in 1949 gereedkwam.

## Eenhoorn
Symbool van Oostburg is de eenhoorn waarvan gezegd wordt dat die de kracht en de moed van de bevolking vertegenwoordigt. In werkelijkheid is het beeldje, vervaardigd door mevr. Messer-Heijbroek, geïnspireerd op de voormalige herberg 'De Eenhoorn' die hier gestaan heeft. In het kader van de wederopbouw kwam het beeldje in 1952 op het naar het dier vernoemde Eenhoornplantsoen terecht, waar het een vijvertje met fontein sierde. Later is het plantsoen verdwenen en de originele eenhoorn, te midden van een heel wat kaler entourage en werd aangevuld met een vijftal identieke eenhoorns die vanaf hoge zuilen op het winkelende publiek van de Markt neerkeken. In 2018 werd de markt opnieuw ingedeeld en werden de eenhoorns verplaatst vanuit het centrum naar de drie omliggende rotondes van de rondweg om Oostburg. De originele eenhoorn heeft nu een plek midden op het plantsoen gekregen waar hij over de markt uitkijkt.

## Bezienswaardigheden
Veel historische gebouwen zijn er niet bewaard gebleven, wel zijn er nog een aantal herenhuizen.
- De Watertoren is een witte toren die met 55 m hoogte overal in West-Zeeuws-Vlaanderen te zien is. Ze werd ontworpen door A.J. van Eck en is in 1950 gebouwd. Ze bevat vijf betonnen reservoirs waaromheen zich een trap bevindt. Het is een fraai voorbeeld van wederopbouwarchitectuur. In dit geval letterlijk, want de voorganger is in 1944 tijdens het bombardement verwoest. In 1995 is een kunstwerk aangebracht door de kunstenaar Johnny Beerens uit Breskens. Deze heeft een aantal reusachtige waterdruppels op de toren geschilderd die van een afstand bezien net echt lijken. In de onderste druppel heeft hij een zelfportret aangebracht. Sinds 2005 is de toren bewoond.

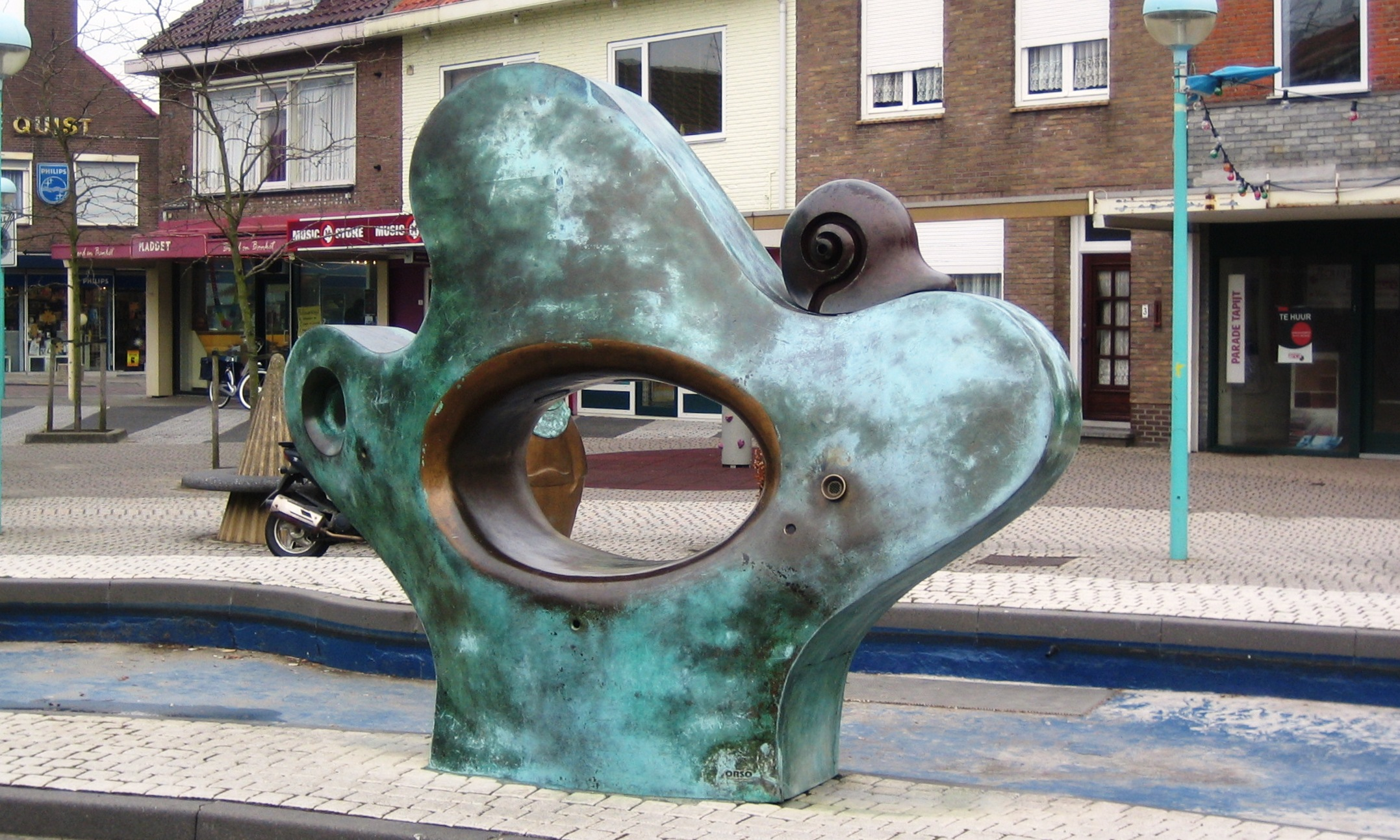
Kunstwerk

- Protestantse Kerkpleinkerk, wederopbouwarchitectuur, in gebruik genomen op 16 december 1950. Architect was F.H. Klokke uit Middelburg. In deze kerk zijn enkele stenen ingemetseld die afkomstig zijn van de verwoeste Sint-Elooikerk. Ook is er een versiering in de vorm van een bakstenen kruis met beeldhouwwerk van Mevr. Messer-Heybroek. Het symboliseert de vroegere beschavingen, in de vorm van een Griekse zuil, die op de achtergrond worden gedrongen door het christendom. De toren is later gebouwd, en kwam in 1958 gereed. In het interieur bevinden zich diverse kunstwerken. Het orgel werd in 1956 geplaatst, voor die tijd behielp men zich met een harmonium. Het is afkomstig van de firma B. Pels & Zn. te Alkmaar. In het liturgisch centrum, in 2002 gereedgekomen, bevindt zich een kunstwerk van Johnny Beerens, en wel een paneel met natuurstenen. De funderingen van de oudere kerken zijn in het Burgemeester Erasmusplantsoen aangegeven.
- Sint-Eligiuskerk uit 1949 is een bakstenen kerk in basilicastijl. Het orgel is in 2006 geplaatst en was oorspronkelijk een huisorgel, gebouwd in 1976 door Stefan Schumacher. Op het Eligiusplein bevindt zich een beeldje van de heilige, geplaatst in 1962 en vervaardigd door Eduard Speyart van Woerden.
- Het Raadhuis is geopend in 1957 en bezit een glas in beton raam dat de herrijzenis van Oostburg voorstelt. Op het Raadhuisplein staat het beeld van een Danseresje, oorspronkelijk een betonnen beeldje van Hans Claessen, maar in 1995 is een replica in brons geplaatst, vervaardigd door Ernest Joachim.
- Het bastion aan de Vestingstraat stamt uit de tijd van Prins Maurits en is deels gereconstrueerd. Deze aarden wallen maken deel uit van een parkje.

## Natuur en landschap
Oostburg ligt te midden van een zeekleilandschap bestaande uit een lappendeken van polders die voor een belangrijk deel in gebruik zijn als akkerbouwgebied. Een aantal kreken is in de omgeving van het stadje te vinden. De belangrijkste natuurgebieden zijn: Het Groote Gat ten oosten van Oostburg, De Plate bij Bakkersdam ten zuiden van Oostburg, en de gebieden De Blikken en De Reep ten noorden van het stadje. De gebieden zijn eigendom van Het Zeeuwse Landschap en zijn kreekgebieden. De Plate bevat kreken en een orchideeënrijk grasland en is eigendom van het adellijke Huis de Hemptinne.
In het landschap liggen tal van overblijfselen van de versterkingen die hoorden bij de Passageule-Linie en de Linie van Oostburg.

## Religie
In Oostburg zijn de volgende kerken te vinden:
- Sint-Eligiuskerk, rooms-katholieke kerk
- Kerkpleinkerk, PKN-kerk, oorspronkelijk hervormd
- Gereformeerde kerk, PKN-kerk of Molenbergkerk, oorspronkelijk gereformeerd
- Kerk van de Oud Gereformeerde Gemeente
- Kerk van de Gereformeerde Gemeenten

### Verdwenen kerken
- Eloykerk, hervormd, verwoest in 1944
- Sint-Bavokerk, verlaten en geleidelijk gesloopt in de 17e eeuw
- Waalse kerk, verwoest in 1944
- Voorgangers van de Sint-Eligiuskerk en de Gereformeerde kerk, beide verwoest in 1944
- Kerk van de Gereformeerde Gemeenten in Nederland, omgebouwd tot woonhuis

## Geboren in Oostburg
- Daniël Lako (1853-1918), tekenleraar en baanbrekend florist
- Gustaaf de Pauw (1867-1943), Belgisch componist, muziekpedagoog, dirigent, organist, muziekuitgever en trombonist
- Frits de Jong (1901-1974), jurist
- Dick Dees (1944), politicus
- Ed d'Hondt (1944), politicus en bestuurder
- Frans van Daele (1947), Belgisch en Europees topdiplomaat
- Annelies Verstand (1949), politica
- Thea Fierens (1950), politicus
- Hans Wijers (1951), politicus en industrieel
- Frank Leenhouts (1955), schilder
- Jacques de Milliano (1955), arts en bestuurder
- Thijs de Melker (1958), muzikant
- Johnny Beerens (1966), kunstenaar
- Kees Torn (1967), cabaretier en tekstschrijver
- Frank Tazelaar (1968), schrijver, componist, muzikant
- Sergio Herman (1970), chef-kok
- Roger van Damme (1971), kok
- Annabel Kosten (1977), zwemster
- Martijn Buijsse (1981), politicus
- Joyce Vermue (1985), politica en bestuurster
- Astrid van Eck, actrice

## Trivia
De Euregiotuin was een ambitieus project dat met subsidiegeld werd aangelegd net buiten de bebouwde kom van Oostburg. Deze attractie is nooit goed van de grond gekomen en ging reeds na enkele jaren, in 2004, failliet. De tuinen en bijbehorend gebouw liggen er, anno 2013, ondanks allerlei mooie plannen nog steeds verpauperd bij.

## Sportverenigingen
- Volleybalclub YVC
- SV Oostburg
- AV de Wielingen
- Golfclub Oostburg
- Turn '87
- Zwemvereniging De Scheldestroom
- Scouting Oostburg

## Gehuchten
Tot de stad Oostburg behoren ook de volgende gehuchten: Bakkersdam, Cathelijneschans/Schans, Grootendam/De Hoogedam, Hans Vriezeschans, Hoogendijk, Konijnenberg, Maagdenberg, Maaidijk, De Munte, Slepershaven/Slapershaven, Scherpbier en Steenoven.

## Nabijgelegen kernen
Waterlandkerkje, Schoondijke, Groede, Zuidzande, Draaibrug, Sint-Margriete, Aardenburg, Sint Kruis